# Los Cortijos
Los Cortijos er en by og kommune i det sydlige centrale Spanien i provinsen Ciudad Real. Den har et indbyggertal på 847 (2024) indbyggere.